# XPf (Inschrift)

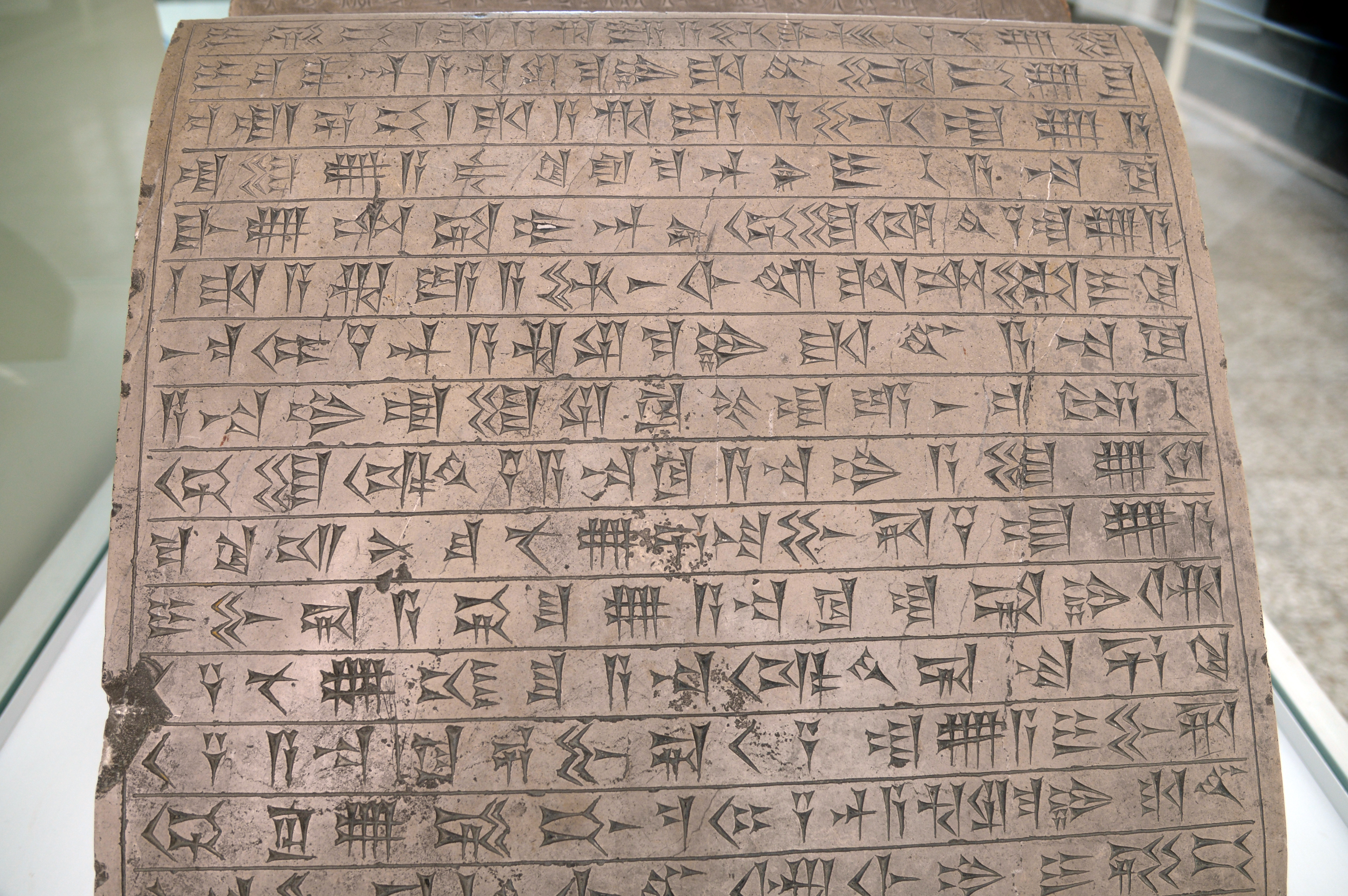
Teil der babylonischen Sprachversion von XPf^{e}. Iranisches Nationalmuseum

XPf ist die Bezeichnung einer Inschrift von Xerxes I. (X). Sie wurde in Persepolis (P) entdeckt und von der Wissenschaft mit einem Index (f) versehen. Die Inschrift liegt in altpersischer und babylonischer Sprache vor. Die elamische Sprachversion ist verloren. Die Inschrift liegt in mehreren Exemplaren vor.

## Inhalt
„§1. Der große Gott (ist) Ahuramazda, der diese Erde erschaffen hat, der jenen Himmel erschaffen hat, der den Menschen erschaffen hat, der das Glück erschaffen hat für den Menschen, der Xerxes (zum) König gemacht hat, den einen (zum) König über viele, den einen (zum) Gebieter über viele.
§2. Ich (bin) Xerxes, der große König, König der Könige, König der Länder mit vielen Stämmen, König auf dieser großen Erde auch weithin, des Dareios, des Königs, Sohn, ein Achaimenide.
§3. Es kündet Xerxes, der König: Mein Vater (war) Dareios, des Dareios Vater war (ein Mann) namens Hystaspes, des Hystaspes Vater war (ein Mann) namens Arsames. Sowohl Hystaspes wie auch Arsames, beide lebten (noch); gleichwohl war es Ahuramazda so der Wunsch: Dareios, der mein Vater (war), den machte er (zum) König auf dieser Erde. Als Dareios König geworden war, hat er vieles, das überragend (ist), errichtet.
§4. Es kündet Xerxes, der König: Dareios hatte auch andere Söhne; (aber) Ahuramazda war es so der Wunsch: Dareios, mein Vater, hat nach sich selbst mich zum Größten gemacht. Als mein Vater Dareios sich zu seinem Platz (im Jenseits) begeben hatte, nach dem Willen Ahuramazdas bin ich König geworden anstelle des Vaters. Als ich König geworden war, habe ich vieles, das überragend (ist) errichtet. Was von meinem Vater errichtet (worden ist), das habe ich unter meinen Schutz genommen, und anderes Werk (andere Bauwerke) habe ich hinzugefügt. Was ich nun geschaffen habe und was mein Vater geschaffen hat, das alles haben wir nach dem Willen Ahuramazdas geschaffen.
§5. Es kündet Xerxes, der König: Mich soll Ahuramazda schützen und mein Reich. Und was von mir geschaffen (worden ist) und was von meinem Vater geschaffen (worden ist), auch das soll Ahuramazda schützen.“

## Beschreibung
Die Inschrift XPf ist in vier altpersischen und zwei babylonischen Ausführungen überliefert. Die jeweilige Ausführung wird mit einem zusätzlichen Index markiert: XPfa–d für die altpersischen und XPfe–f für die babylonischen Sprachversionen.
Das erste Exemplar wurde 1931 im Rahmen der Grabungsexkursion des Oriental Institute der University of Chicago unter der Leitung von Ernst Herzfeld im Fundament des südöstlichen Palasts (auch Harem genannt) gefunden. Um die Mauer der südwestlichen Ecke des Hauptakts wiederherzustellen, wurde ungefähr 1 m getrocknete Ziegel abgetragen. Darunter befand sich Schotter, der zu jener Zeit üblicherweise zur Ausebnung des Geländes benutzt wurde. Der Stein mit der Inschrift wurde unter der untersten Schicht von Ziegeln zwischen den kleinen Steinen auf einer Lage von kristallisiertem Schwefel und wahrscheinlich Resten von duftendem Holz entdeckt. Die Lagerung von Gründungsurkunden auf einer speziellen Unterlage ist ebenfalls aus Assyrien bekannt. Aus Persien ist das Trinken von Schwefelwasser bei Zeremonien zur Bekräftigung von Eiden überliefert. Die Lagerung wird deshalb als Hinweis auf einen religiösen Hintergrund gedeutet. Die Inschrift ist auf einem kalkhaltigen Stein mit den Maßen 52 mal 58 cm und einer Dicke von 6 bis 11 cm angebracht. Er hat die Form einer babylonischen Tontafel. Der Stein befand sich in situ (am Ursprungsort).
Drei weitere altpersische Kopien wurden 1935 in den Quartieren der Garnison zusammen mit der babylonischen Überlieferung gefunden und dem Iranian Antiquity Service in Teheran (Iranisches Nationalmuseum) übergeben. Anfang der 1970er Jahre entdeckte eine persische Exkursion einen weiteren babylonischen Text in einem sekundären Kontext, der nachträglich zu einer runden Säulenbasis zurechtgeschnitten worden war.
Die altpersische Sprachversion umfasst 48 Zeilen, wobei je 22 Zeilen auf den flachen Seiten und 2 auf dem oberen und unteren Rand angeordnet sind. Die Schriftzeichen sind sehr genau und die Anordnung der einzelnen Zeichen weist beinahe einen Stoichedon-Charakter auf. Die babylonische Version hat 38 Zeilen.

## Forschungsgeschichte
Das erste Fundstück wurde 1932 von Ernst Herzfeld veröffentlicht und die vier weiteren 1939 von Erich Friedrich Schmidt. 1975 wurde das letzte Fundstück, ein größeres Fragment der babylonischen Sprachversion, von Marie-Joseph Steve veröffentlicht.

## Bezeichnungen
In den archäologischen Grabungsberichten, die von Erich Friedrich Schmidt definiert wurden, begegnet man den Feldbezeichnungen für das gefundene Objekt und nicht den Siglen der Inschriften. Die Feldbezeichnung des Objekts setzt sich folgendermaßen zusammen: Der erste Buchstabe bezeichnet Persepolis (P), der zweite ist die Bezeichnung des Fundorts, in diesem Fall Terrace (T), und die nachfolgende Nummer bezeichnet das Jahr der archäologischen Exkursion (3 → 1935). Ergänzt wird die Initialisierung mit einer fortlaufenden Nummerierung. Abgebildet auf die Siglen der achämenidischen Königsinschriften ergibt dies die folgende Liste für vier der sechs XPf Ausführungen:
| Siglum der Inschrift | Feldbezeichnung |
| -------------------- | --------------- |
| XPfb                 | PT3 138         |
| XPfc                 | PT3 139         |
| XPfd                 | PT3 140         |
| XPfe                 | PT3 137         |

## Rezeption
Die Inschrift XPf ist eine der wenigen achämenidischen Königsinschriften, die biographische Angaben macht. Einerseits verrät sie, dass bei der Machtergreifung von Dareios I. dessen Vater und Großvater noch lebten, und über die babylonische Sprachversion von XPf wird ersichtlich, dass Dareios I. bereits gestorben war, als Xerxes I. persischer König wurde. Zum anderen erzählt sie die Hintergründe der Thronbesteigung von Xerxes I.
XPf berichtet, dass neben Xerxes I. noch andere Söhne von Dareios I. existierten, dass aber Dareios I. ihn selbst als seinen Nachfolger bestimmt hatte. Die Aussage von Xerxes I. impliziert, dass die anderen Söhne gleichermaßen ein Recht auf den Thron gehabt hätten. Vielleicht hätten sie sogar den Vorrang gemäß der persischen Tradition gehabt.
Weitere Angaben zur Herrschaftsübernahme von Xerxes I. stammen von antiken Schriftstellern. Herodot erwähnt vier Söhne von der Tochter des Kyros II., Atossa, und Dareios I., die nach seiner Machtergreifung geboren wurden: Xerxes I., Masistes, Hystaspes, und Achaimenes. Bevor Dareios I. König wurde, hatte er bereits drei Söhne, darunter der älteste, Artobazanes, dessen Mutter eine Tochter des Gobryas war. Nach Herodot war die Bestimmung von Xerxes I. als Nachfolger von Dareios I. ungewöhnlich, da das persische Gesetz den ältesten Sohn als Thronfolger bestimmte. Er erzählt, dass der Spartaner Damaratos Xerxes I. im Disput über die Nachfolge beraten habe. Xerxes I. solle sagen, dass er geboren worden sei, als Dareios I. bereits König war. Artobazanes dagegen sei geboren worden, als Dareios I. noch eine private Einzelperson gewesen war.
Eine ähnliche Geschichte wird von Justin erzählt und steht in Verbindung zu derjenigen von Herodot, allerdings stehen in dieser Version die Brüder in einem freundschaftlichen Verhältnis zueinander.
Die Aussagen von Herodot werden hauptsächlich als erfunden eingestuft, im Besonderen die Regelung der persischen Thronfolge, der Beitrag von Damaratos oder die Rolle der Mutter bei der Machtergreifung. Herodot unterstützt aber in seiner Beschreibung die nur angedeutete Aussage der Inschrift XPf, dass Xerxes I. nicht der älteste Sohn von Dareios I. und seine Bestimmung als Nachfolger ungewöhnlich war.